# Alexandrine Douillard
Alexandrine Douillard est une variété de poire.

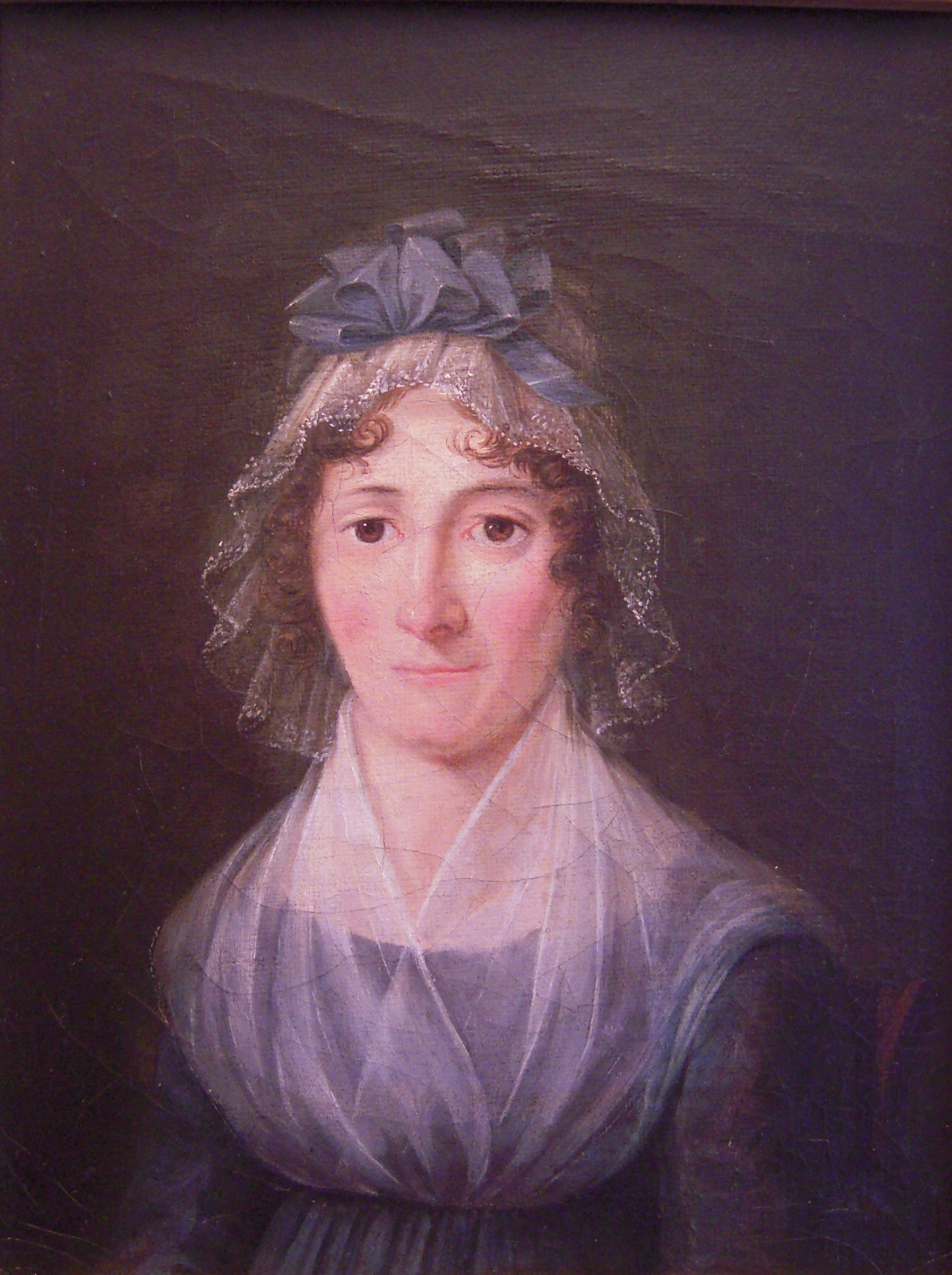
Portrait d'Alexandrine-Zita Crucy, épouse de Constant Douillard et fille de Louis Crucy.

Espèce
Classification phylogénétique

## Synonymes
- Alexandrine ;
- Poire Douillard ;
- Bonne Alexandrine[1].

## Origine
La poire a été créée et obtenue en 1849 par l'architecte nantais Constant Douillard, l'époux d'Alexandrine.

## Arbre
Son bois est assez gros, avec des rameaux nombreux, étalés vers la base, érigés vers le sommet, courts, forts, gris jaunâtre, peu ponctués, ayant des coussinets bien développés.
Les yeux sont  pointus, volumineux, presque adhérents.
Les feuilles sont abondantes, ovales-allongées, crénelées, légèrement canaliculées (creusées d'une ou plusieurs gouttières longitudinales). Leur pétiole est court et raide.
L'arbre se caractérise par sa grande fertilité.
Les multiples et vigoureux rameaux de ce poirier le rendent, en pyramide, extrêmement buissonneux.

## Fruit
De grosseur moyenne, le fruit est de forme allongée, irrégulière, obtuse, ventrue vers la base, amincie près du sommet, et tellement côtelée que le milieu du fruit devient pentagone.
Avec un pédoncule court, arqué, obliquement implanté, mince à son point d'attache, il est souvent renflé à son point d'insertion.
L'œil moyen, ouvert, est à peine enfoncé, mal développé.
Sa peau jaunâtre, finement ponctuée de roux, est tachée de même autour du pédoncule, et marbrée de fauve ou lavée de rose tendre du côte du soleil.
Sa chair blanche est  fine, juteuse et fondante. 
Le fruit est très sucré, d'une saveur beurrée fort délicate. Il a cependant tendance à devenir pâteux.

## Appréciation générales
Après une floraison en mai, la maturité est obtenue en septembre-octobre pour une conservation pouvant aller jusqu'à trois mois en milieu réfrigéré.

#### Ouvrages
- De Liron d'Airoles[2], Les poiriers les plus précieux.
- Alexandre Bivort, Annales de pomologie belge, 1859.
- André Leroy, Dictionnaire de pomologie, Poires, tome 1.
- Alphonse Mas, Poires d'Automne, 1867.
- Barthélemy Charles Joseph Dumortier et M. W. Brown, Pomone Tournaisienne : Société Royale D'Horticulture et d'Agriculture de Tournay, Tournai, Casterman (Vve H.), 1869, 251 p. (lire en ligne), p. 1-251
- Société pomologique de France, Le verger français, catalogue descriptif des fruits adoptés par le congrès pomologique, tome 1[3], impr. B.Arnaud, Lyon-Paris, 1947, 576 pp., avec schémas et photos en N&B, tome 2[4], Extraits inédits[5].
- Le Poirier, de Masseron et Trillot au CTIFL (1993) - 224 pages.
- Les Bonnes poires, de Charles Baltet (1859) - 272 pages.
- Henri Kessler, « Pomologie illustrée », imprimeries de la Fédération S.A., Berne.

#### Revues et publications
- Revue « Fruits Oubliés », no 54.